# Offende i comuni sentimenti del popolo cinese

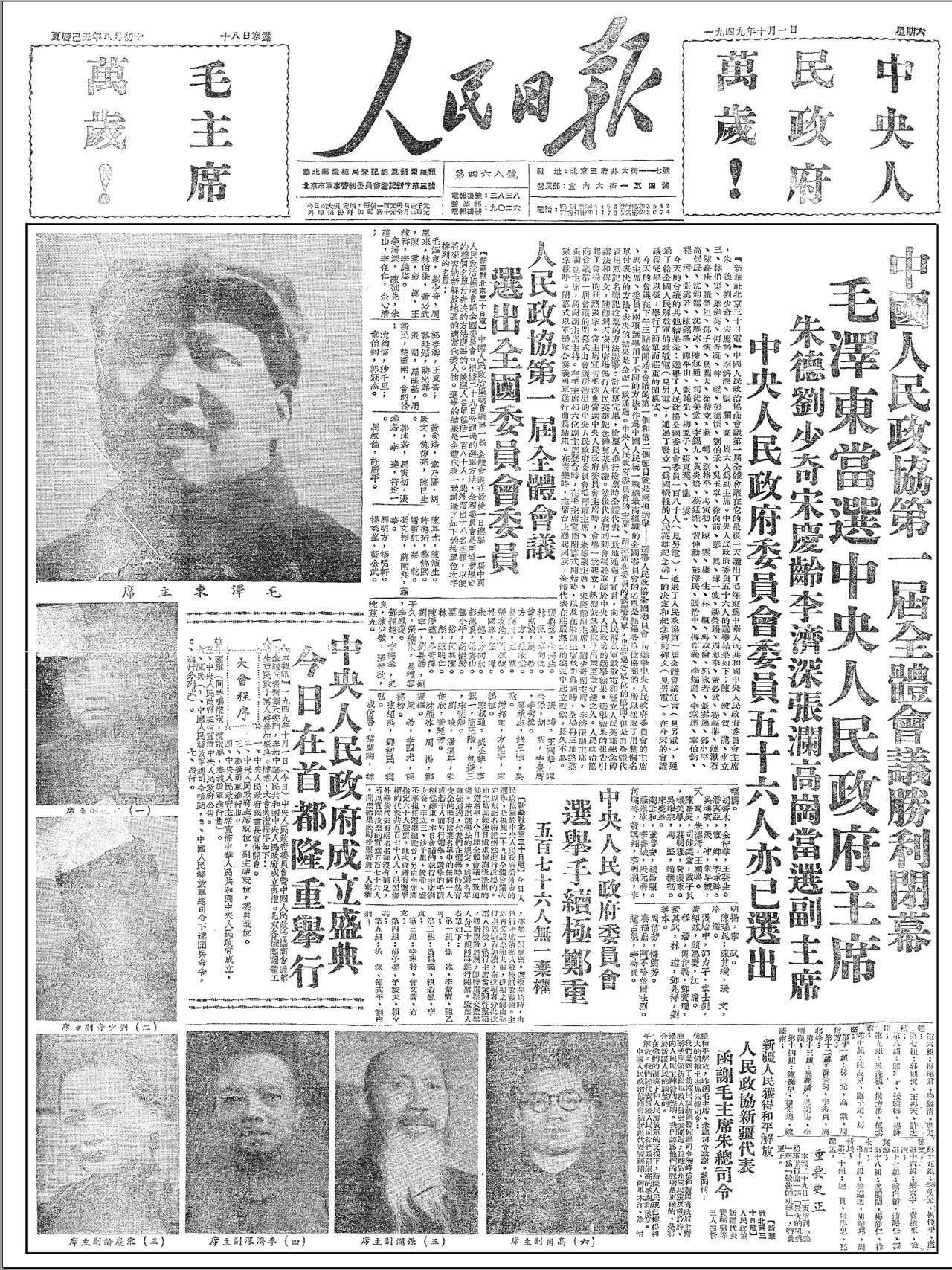
Prima pagina del 1 ottobre 1949, del Quotidiano del Popolo

"Offende i sentimenti del popolo cinese" (伤害中国人民的感情S) è uno slogan politico spesso utilizzato dal Ministero degli Affari Esteri della Repubblica Popolare Cinese, oltre che dalle organizzazioni mediatiche statali cinesi quali il Quotidiano del Popolo, il China Daily, Agenzia Nuova Cina e il Global Times, per esprimere dissenso o condanna verso parole, azioni o politiche portate avanti da persone, organizzazioni, o governi che siano percepiti come avversi nei riguardi della Cina, facendo appunto leva su quello che sarebbe identificabile come il tipico argumentum ad judicium per far valere le proprie accuse nei confronti del bersaglio prescelto. Tale slogan politico è spesso alternativamente formulata come "offensivo verso il sentire comune di 1 miliardo e 300 milioni di persone" (伤害13亿人民感情S) e "offensivo per il sentimento della Zhonghua minzu" (伤害中华民族的感情S), dove Zhonghua minzu si può tradurre come "razza cinese" o "nazione cinese" (sebbene, letteralmente, significa "etnia cinese") e include tutti i cinesi nel mondo, a prescindere dall'etnia (quella maggioritaria è l'etnia Han).

## Origine
La frase apparve per la prima volta nell'edizione del Quotidiano del Popolo risalente al 1959, dove veniva utilizzata per criticare lo stato indiano a seguito di una disputa sui confini nazionali con la Cina. Nei decenni seguenti, la frase è stata regolarmente impiegata per esprimere la disapprovazione del Governo cinese attraverso i suoi molti canali di comunicazione ufficiali. Le entità accusate di essere colpevoli di aver "offeso i sentimenti del popolo cinese" spaziano da governi nazionali esteri ad organizzazioni internazionali, fino ad arrivare a produttori di automobili e celebrità.
Sebbene di origine burocratica, la gente comune è stata anche incoraggiata a usare l'espressione per mostrare insoddisfazione contro le critiche rivolte alla Cina.

## Analisi

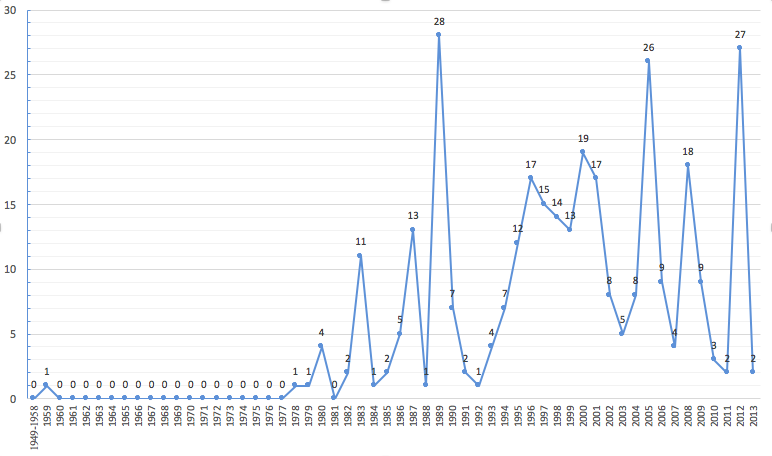
La frequenza con cui l'espressione "offende i sentimenti del popolo cinese" può essere riscontrata negli articoli del Quotidiano del Popolo in ogni anno.

Uno studio condotto da David Bandurski come parte integrante del "China Media Project" ("Progetto Media della Cina") presso l'Università di Hong Kong ha preso ad esempio 143 estratti del Quotidiano del Popolo (dal 1959 al 2015) in cui è possibile trovare l'utilizzo di tale frase. Da questo campione, il Giappone risulta essere il paese maggiormente colpevole, a detta del Quotidiano del Popolo, di aver "offeso i sentimenti del popolo cinese" con 51 casi totali, mentre gli Stati Uniti risulterebbero essere secondi con 35 casi di utilizzo dell'accusa nei propri confronti. In termini di specifiche diatribe in cui si riscontra l'utilizzo della frase, 28 di esse hanno riguardato lo status politico di Taiwan, mentre i dibattiti incentrati sulla questione di sovranità del Tibet sono valsi l'utilizzo dell'espressione accusatoria ben 12 volte.
Un articolo del giornale Time del dicembre 2008 ha esposto i dati di un'indagine statistica informale volta ad analizzare la frequenza di tale frase nelle pubblicazioni del Quotidiano del Popolo. L'indagine asseriva che nel periodo di attività fra l'anno 1946 e il 2006 il suddetto quotidiano avesse pubblicato oltre 100 articoli nei quali organizzazioni o persone siano state accusate di aver "offeso i sentimenti del popolo cinese". Nel giugno 2015, il Global Times pubblicò uno studio che nelle sue conclusioni individua 237 casi di utilizzo dell'espressione da parte del Quotidiano del Popolo nei confronti di 29 diversi paesi in un periodo di tempo fra il 15 maggio e il 1º maggio 2006. La frase è riportata 9 volte in associazione all'India, 16 volte nei confronti della Francia, 62 in merito agli Stati Uniti d'America e 96 del Giappone.
Horng-luen Wang (汪宏倫T, Wāng HónglúnP), un ricercatore associato del dipartimento di Sociologia all'Academia Sinica di Taiwan ha scoperto oltre 319 casi in cui la frase "offende i sentimenti del popolo cinese" veniva utilizzata negli articoli del Quotidiano del Popolo in un periodo di tempo compreso dal 1949 fino al 2013, basandosi su dati reperibili dal database delle pubblicazioni del quotidiano.

## Critica
Un articolo del febbraio 2016 sul The Economist ha suggerito che la frase è usata dal Partito Comunista Cinese come strumento per abbandonare il suo principio diplomatico ufficiale di non interferenza negli affari interni di altri paesi.
Un articolo d'opinione del settembre 2016 sul The Guardian scritto da Merriden Varrall, direttore del programma per l'Asia orientale presso il Lowy Institute di Sydney, Australia, afferma che gli studenti cinesi in Australia userebbero spesso la frase "offeso il sentimento del popolo cinese" per deviare le critiche contro la Cina, tuttavia gli australiani non risponderebbero allo stesso modo quando qualcuno critica l'Australia.

## Eventi storici

### Stati Uniti

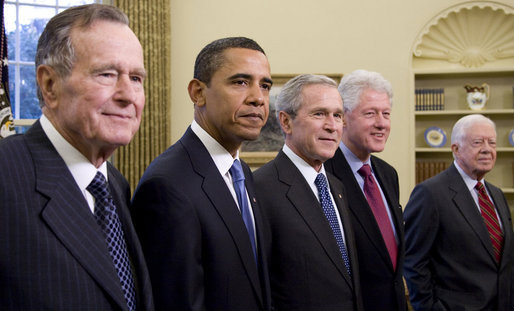
George H. W. Bush, Barack Obama, George W. Bush, Bill Clinton e Jimmy Carter

I Presidenti Bill Clinton, George W. Bush e Barack Obama sono stati tutti accusati da diversi portavoce del Ministero degli Esteri e dai ministri stessi di "offendere il comun sentire del popolo cinese" in relazione alle loro visite e incontri con Tenzin Gyatso, l'attuale Dalai Lama del Tibet.

### Giappone
Le visite dei primi ministri giapponesi al santuario Yasukuni, come le visite di Yasuhiro Nakasone (nel 1985) e Jun'ichirō Koizumi (tra il 2001 e il 2006), hanno attirato critiche usando la frase di vari funzionari del governo cinese e organizzazioni mediatiche statali.
Nel 15 settembre 2012, dopo la nazionalizzazione da parte dello Stato del Giappone di tre isole private facenti parte dell'arcipelago delle Isole Senkaku, l'agenzia Nuova Cina affermò che l'atto fosse "offensivo verso il sentire comune di 1 miliardo e 300 milioni di persone che vivono in Cina".

### Vaticano
Il 1º ottobre 2000 Papa Giovanni Paolo II canonizzò 120 fra missionari e fedeli vissuti durante il regno della Dinastia Qing e nel periodo di autorità della Repubblica di Cina; a seguito della canonizzazione, il Quotidiano del Popolo affermò che tale atto si configurasse come "un grande insulto nei confronti del comune sentire della razza cinese nonché una seria provocazione per il miliardo e 200 milioni di persone che vivono in Cina". Il Ministero degli Esteri cinese fece poi pervenire un comunicato in cui si dichiarava che lo Stato della Città del Vaticano "offendeva seriamente il sentimento del popolo e la dignità della Nazione cinese".
Nel 2005, l'Associazione patriottica cattolica cinese ha dichiarato che la presenza del presidente taiwanese Chen Shui-bian ai funerali di Papa Giovanni Paolo II "ha offeso il sentimento del popolo cinese, compresi cinque milioni di cattolici".

### Europa

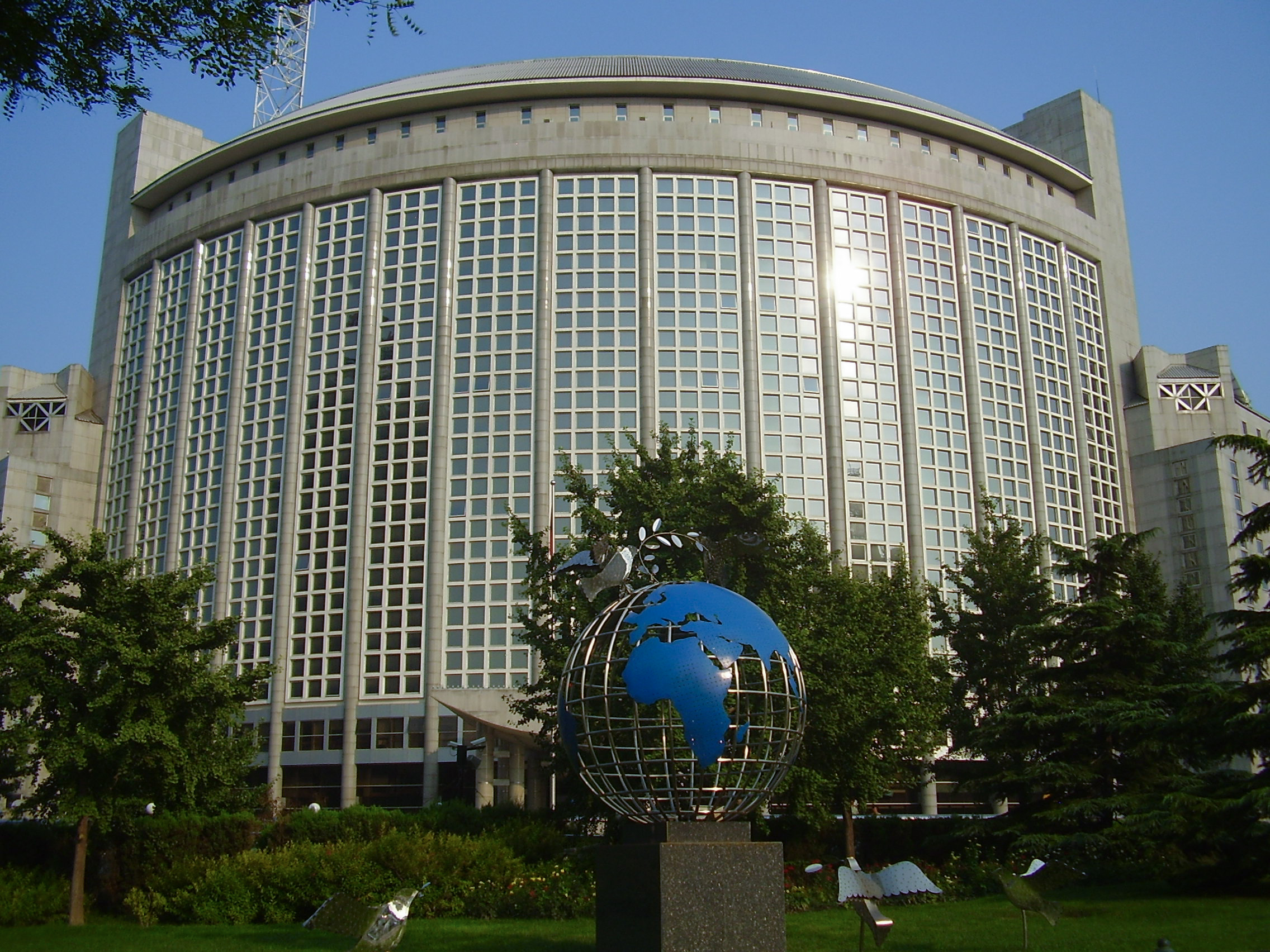
Ministero degli Affari Esteri della Repubblica Popolare Cinese.

Nel 2000, l'Accademia svedese assegnò il Premio Nobel per la letteratura a Gao Xingjian (scrittore e saggista di origine cinese espatriato in Francia); in tale occasione il Quotidiano del Popolo scrisse che queste azioni regressive avessero costituito "un grande insulto nei confronti del comune sentire della razza cinese nonché una seria provocazione per 1 miliardo e 200 milioni di persone che vivono in Cina".
Nel 24 settembre 2007, il portavoce del ministero degli esteri cinese Jiang Yu (姜瑜S) ha dichiarato che l'incontro della cancelliera tedesca Angela Merkel con il Dalai Lama "ha offeso il sentimento del popolo cinese e minato seriamente le relazioni Cina-Germania". L'incontro del Dalai Lama con il presidente francese Nicolas Sarkozy nel dicembre 2008 ha suscitato critiche simili, con il Ministero degli Affari Esteri Cinese esteri che ha rilasciato un comunicato stampa in cui si insisteva che le azioni di Sarkozy "costituiscono una grave interferenza negli affari interni della Cina e offeso il sentimento del popolo cinese". L'agenzia Nuova Cina ha condannato l'incontro di Sarkozy perché ha "non solo offeso il sentimento del popolo cinese, ma anche minando le relazioni sino-francesi".
Il 23 ottobre 2008, il Parlamento europeo assegno il Premio Sakharov per la libertà di pensiero all'attivista per i diritti civili Hu Jia. Prima dell'assegnazione, la Repubblica Popolare Cinese fece ampie pressioni nei confronti del Parlamento dell'Unione Europea per impedire che il riconoscimento gli fosse assegnato, arrivando a mobilitare l'Ambasciatore cinese presso l'Unione Europea Song Zhe (宋哲S), il quale scrisse una lettera di avvertimento formale al Presidente del Parlamento europeo dove si leggeva che, qualora Hu Jia avesse ricevuto il premio, "Le relazioni Sino-Europee si sarebbero seriamente deteriorate" e che quel riconoscimento avrebbe "offeso il sentimento del popolo cinese".

### Messico

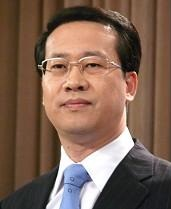
Il portavoce del Ministro degli Esteri cinese, Ma Zhaoxu.

Nel 9 settembre 2011, Il Presidente messicano Felipe Calderón ebbe un vertice con il quattordicesimo Dalai Lama; Il 10 settembre, il portavoce del Ministro degli Esteri cinese, Ma Zhaoxu (马朝旭S), comunicò ufficialmente che la Cina esprimeva forte dissenso e decisa opposizione nei riguardi dell'incontro, il quale rappresentava "un'offesa del sentimento del popolo cinese".

### Hong Kong
Nel 3 agosto 2019, durante le proteste a Hong Kong del 2019-2020, un manifestante non identificato abbassò la bandiera della Repubblica Popolare Cinese presente nel Distretto di Tsim Sha Tsui per gettarla in mare; L'ufficio per gli Affari di Hong Kong e Macau emanò un comunicato stampa che recitava, condannando "gli estremisti che hanno seriamente infranto la legge sulla bandiera nazionale della Repubblica Popolare Cinese... oltraggiando flagrantemente la dignità del paese e della nazione, allo scopo di calpestare il principio costituzionale di una Cina, due sistemi, offendendo grandemente il sentimento di tutto il popolo cinese".

### Australia
Nel 26 agosto 2020, il vice ambasciatore cinese in Australia, Wang Xining (王晰宁S), ha espresso che la proposta australiana per un'indagine indipendente sulle cause della pandemia COVID-19 "offeso il sentimento del popolo cinese" durante il suo discorso alla stampa nazionale Club d'Australia.